# Square Raymond-Souplex
Pour les articles homonymes, voir Souplex.
Le square Raymond-Souplex est un square du 18e arrondissement de Paris.

## Situation et accès
Le site est situé à l'angle des rues Marcadet et Montcalm et est accessible par le 200, rue Marcadet.
Il est desservi par la ligne 12 à la station Lamarck - Caulaincourt.

## Origine du nom
Le nom de cet espace vert rend hommage à Raymond Souplex, acteur, dialoguiste, scénariste et chansonnier français né le 1er juin 1901 à Paris 5e et mort le 22 novembre 1972 à Paris 18e.